# SS-Jagdverband
Le SS-Jagdverband erano speciali unità di cacciatori di SS, create tra il settembre e il novembre 1944 sotto il comando di Otto Skorzeny.
Ne furono create ben 5 unità:
1. SS-Jagdverband Mitte;
2. SS-Jagdverband Nordwest;
3. SS-Jagdverband Ost;
4. SS-Jagdverband Südost;
5. SS-Jagdverband Südwest.

## SS-Jagdverband Mitte
Questa unità fu formata il 10 novembre 1944 e prese parte all'offensiva delle Ardenne sul fronte occidentale.
Poi verranno inviati sul fronte orientale, sul fiume Oder, contro l'Armata Rossa sovietica.
Nell'aprile del 1945 si ritirava in Austria.
Comandanti furono:
- Otto Skorzeny
- Karl Fucker

Il Reparto era strutturato nel seguente modo:
- 3 compagnie di fucilieri;
- una compagnia di armi d'accompagnamento;
- 4 compagnie di volontari stranieri.

## SS-Jagdverband Nordwest
Questa unità fu formata nel settembre del 1944 dalla preesistente unità di commando della Divisione Brandenburg nota come Jaeger-Battaillon Nordwest.
Nel gennaio 1945 veniva inviata sul fronte orientale, sul fiume Oder, rimanendovi fino al marzo 1945 quando venne fatta ripiegare.
I suoi comandanti furono:
- SS-Hauptsturmfuhrer Hoyer, dal 1944 al marzo 1945;
- SS-Hauptsturmfuhrer Dethier, dal marzo 1945 al maggio 1945.

Il reparto era strutturato nel seguente modo:
- 4 compagnie di fucilieri;
- 4 compagnie di volontari stranieri.

## SS-Jagdverband Ost
Questa unità fu formata nel settembre 1944 da una preesistente unità di commando della Divisione Brandenburg nota come Jaeger-Battaillon Ost.
Prese parte all'Operazione Brauner Bär, d'appoggio ai guerriglieri ucraini del movimento di Stepan Bandera contro l'Armata Rossa.
In località Hohensalza vicino a Posen l'unità verrà completamente distrutta, anche se qualche scampato riparerà sui monti al confine tra la Cecoslovacchia e la Polonia.
Suoi comandanti furono:
- SS-Sturmbannfuhrer Adrian Baron von Foelkersam, dal 1944 al 21 gennaio 1945;
- SS-Sturmbannfuhrer Heinze, dal gennaio 1945 al marzo 1945;
- SS-Sturmbannfuhrer Alexander Auch, dal marzo 1945 al maggio 1945.

Il reparto era strutturato nel seguente modo:
1. SS-Jagdeinsatz Ostland;
2. SS-Jagdeinsatz Russland;
3. SS-Jagdeinsatz Polen.

## SS-Jagdverband Sudost
Questa unità fu formata nel settembre 1944 da una preesistente unità di commando della Divisione Brandenburg nota come Streifkorps Karpaten.
Opererà soprattutto nei Carpazi, in Ungheria, in Jugoslavia e in Austria.
Suoi comandanti furono:
- SS-Obersturmbannfuhrer Benesch;
- SS-Hauptsturmfuhrer Alexander Auch.

Il reparto era strutturato nel seguente modo:
1. SS-Jagdeinsatz Slowakei;
2. SS-Jagdeinsatz Serbien-Kroatien;
3. SS-Jagdeinsatz Rumanien;
4. SS-Jagdeinsatz Ungarn, con una sotto-unità denominata Jagd-Kommando Donau;
5. SS-Jagdeinsatz Bulgarien;
6. SS-Jagdeinsatz Albanien.

## SS-Jagdverband Südwest
Questa unità fu formata nel settembre 1944 da una preesistente unità di commando della Divisione Brandenburg nota come Streifkorps Südfrankreich.
Opererà soprattutto contro i partigiani italo-francesi fino al gennaio 1945, quando si ritirerà in Austria per arrendersi agli statunitensi.
Suo comandante fu l'SS-Hauptsturmführer Gerlach.
Il reparto era strutturato nel seguente modo:
1. SS-Jagdeinsatz Italien;
2. SS-Jagdeinsatz Nordfrankreich;
3. SS-Jagdeinsatz Südfrankreich.